# Bankovní unie

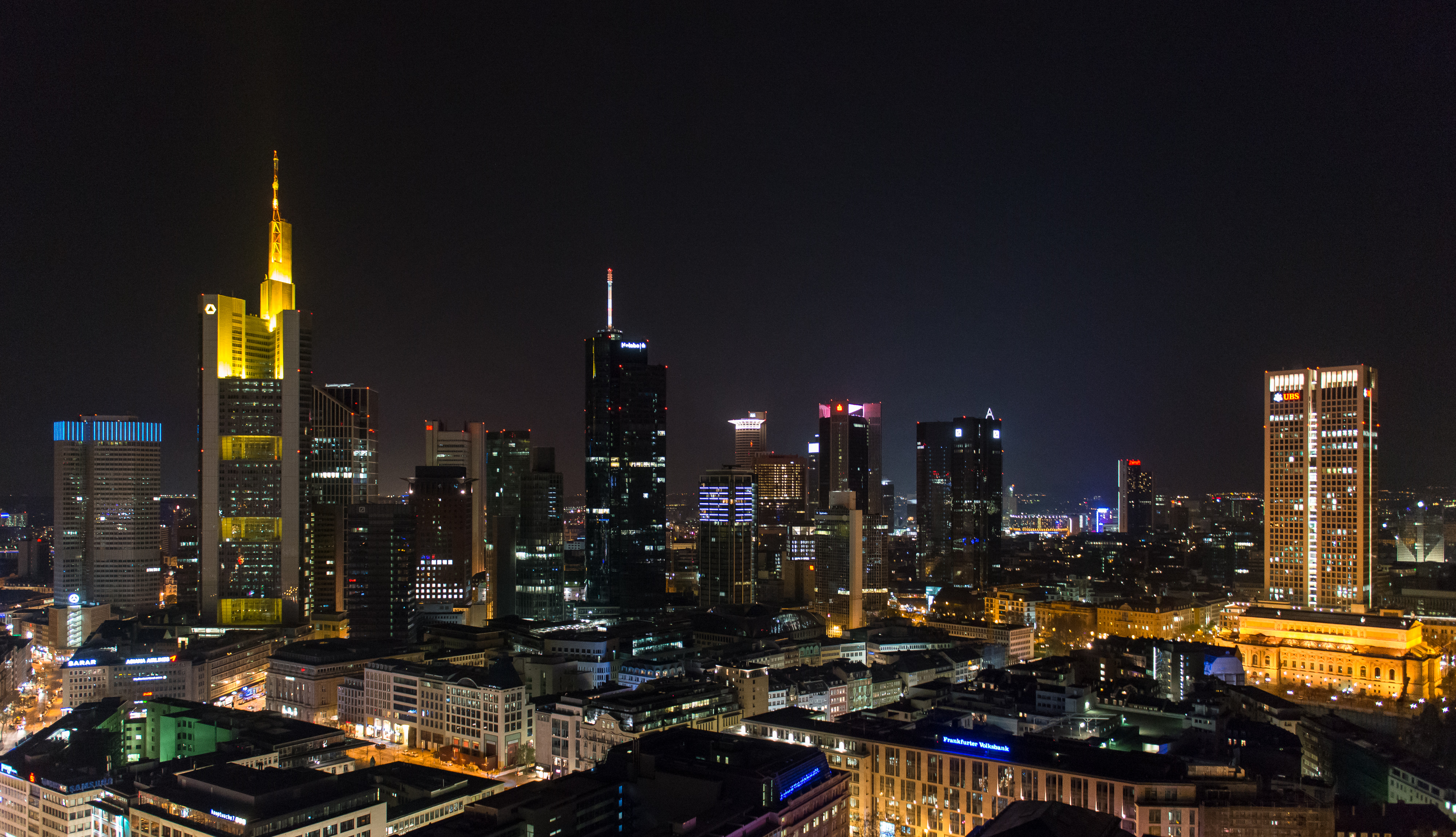
Finanční distrikt ve Frankfurtu přezdívaný Mainhattan podle svého downtownu zaplněného mrakodrapy vedle řeky Main. Mnoho bank zde sídlících již nespadá pod dohled německé Bundesbanky, ale evropské ECB.

Evropská bankovní unie je projektem Evropské unie v oblasti bankovnictví. Jedná se o odpověď evropských zemí na krize bankovních sektorů a krize veřejných financí, jež se projevily v různé podobě v různých částech Evropy, nejcitelněji však ve státech eurozóny po roce 2009 jakožto specifický důsledek globální finanční a ekonomické krize. Bankovní unie vedle společného základu harmonizovaných pravidel sestává ze tří pilířů. Těmi jsou jednotný bankovní dohled, jednotné řešení bankovních krizí a společné pojištění vkladů klientů bank. Pouze první dva pilíře jsou zatím funkční. Politická jednání mezi členskými státy o třetím pilíři jsou v současné době zablokovaná a na jeho podobě neexistuje shoda.

## Účast v bankovní unii
Účast v bankovní unii je povinná pro státy platící společnou měnou. Ostatní členové EU se mohou připojit navázáním tzv. úzké spolupráce s Evropskou centrální bankou (ECB) a stát se tak členy bankovní unie i bez zavedení eura.
Na základě žádosti o vstup do bankovní unie ze strany Bulharska a Chorvatska ECB dne 10. července 2020 rozhodla o navázání úzké spolupráce s národními centrálními bankami těchto států a od 1. října 2020 se tak Bulharsko s Chorvatskem staly prvními zeměmi mimo eurozónu účastnícími se bankovní unie (Chorvatsko následně vstoupilo do eurozóny k 1. lednu 2023). Bankovní unie tak má v současnosti 21 členských států (20 států eurozóny a 1 stát EU mimo eurozónu).
Dánsko a Švédsko, které eurem také zatím neplatí, připojení k bankovní unii zvažují. Motivace těchto zemí je do jisté míry dána i tím, že se významná skandinávská bankovní skupina Nordea rozhodovala o přesídlení ze Švédska na území bankovní unie. Švédsko mělo zájem na tom, aby Nordea zůstala, Dánsko mělo zájem, aby banka přesunula své sídlo k němu. I přes avizovanou snahu zmíněných zemí znovu zvážit vstup do bankovní unie se však banka rozhodla pro okamžité přesunutí svého sídla do Finska, které eurem platí a je proto automaticky členem bankovní unie.

## Důvody pro vznik bankovní unie

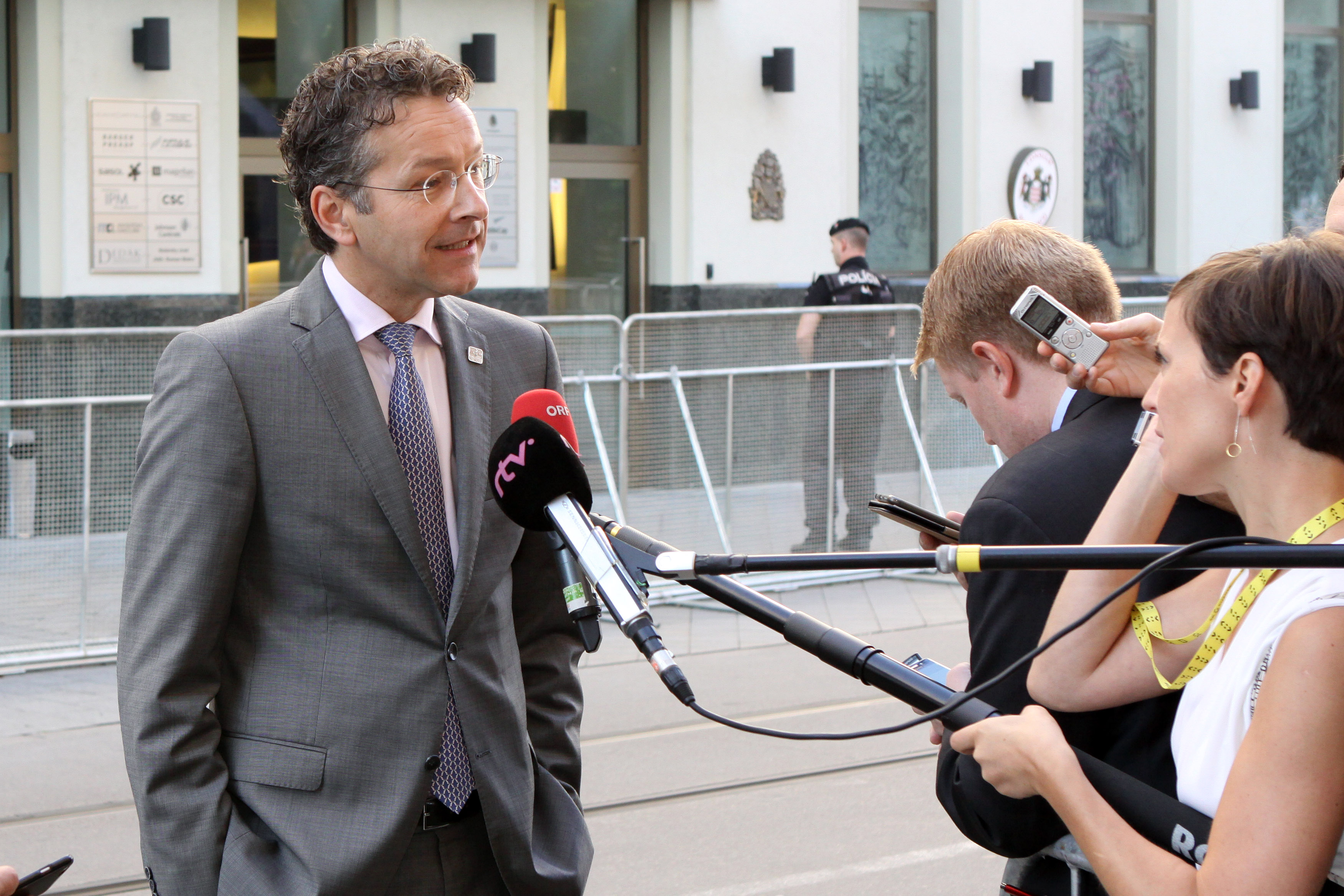
Jeroen Dijsselbloem, bývalý nizozemský ministr financí a zároveň tehdejší předseda euroskupiny, orgánu, který byl velice činný během řešení eurokrize.

Cílem bankovní unie je zejména přerušit začarovaný kruh mezi navzájem se posilujícím bankovním a svrchovaným rizikem v době krize, tedy situace, kdy vlády snažící se zabránit bankovnímu kolapsu ve své zemi, se samy musely zadlužit na finančních trzích, aby zachránily své systémově důležité banky (tj. instituce, jejichž pád by způsobil významné narušení širšího finančního systému a hospodářské aktivity - též v angličtině "too big to fail"). To však vedlo ke zvýšení zadlužení státu a potažmo ke zvýšení rizikového úroku u jeho dluhopisů (respektive snížení jejich ceny), což zpětně poškozovalo pozici daných bank, jejichž rozvahy byly a stále jsou plné dluhopisů vlastního státu. Hodnota jejich aktiv tudíž dále klesala. Problémem je zde tedy hlavně závislost, kdy banky v Evropě mají tendenci akumulovat dluh především svého vlastního státu, a ten si na oplátku nemůže záchranu svých velkých bank dovolit.
Bankovní unie se tento problém snaží odstranit přesunutím na evropskou úroveň, neboť systémově významná banka, která je relativně příliš velká vzhledem k domácímu státu (měřeno podílem její velikosti vůči HDP) a má tak potenciál jej strhnout do krize, se z evropského pohledu pro případné řešení krize tak významná nezdá. Bankovní unie rovněž dává jasná pravidla, jak v dané situaci postupovat (oproti stavu v krizi po roce 2009), např. v případě přeshraničních bankovních krizí, kde v minulosti nebyla vyjasněna odpovědnost zasažených států, což nyní dává hráčům na trhu větší jistotu a mělo by posílit důvěru ve finanční systém a finanční stabilitu v eurozóně obecně.
Mediálně vděčnějším motivem pro vznik bankovní unie je však spíše tvrzení, že státy, respektive daňoví poplatníci by již nikdy neměli platit za průšvihy svých bank. Mechanismus pro řešení krizí totiž počítá s fondem pro řešení krize, který si povinně naplňují samotné evropské banky a z těchto prostředků se případné krizové operace budou hradit. Jakékoli jištění tohoto fondu ze strany veřejných rozpočtů by mělo být fiskálně neutrální, tedy v případě použití následně splaceno bankami. Použití prostředků z fondu pro řešení krize je však zejména podmíněno předchozím zapojením investorů – akcionářů a věřitelů banky do absorpce ztrát (mechanismus vnitřní rekapitalizace, tzv. bail-in, jakožto protiklad k již zakázané veřejné záchraně, tzv. bailout). Postiženi tak budou kromě akcionářů většinou velcí věřitelé, kteří nakoupili dluhopisy dané banky a výměnou za úrok tak akceptovali určité riziko jejich nesplacení. Drobní vkladatelé, ač v jistém smyslu také věřitelé banky (banky jim "dluží" jejich vklady), odepisováním závazků banky nebudou postiženi. Jejich vklady jsou kryté až do výše 100 000 EUR dle směrnice DGSD platné v celé EU a v případě likvidace banky jim budou náhrady jejich vkladů do 7 dnů vyplaceny. 

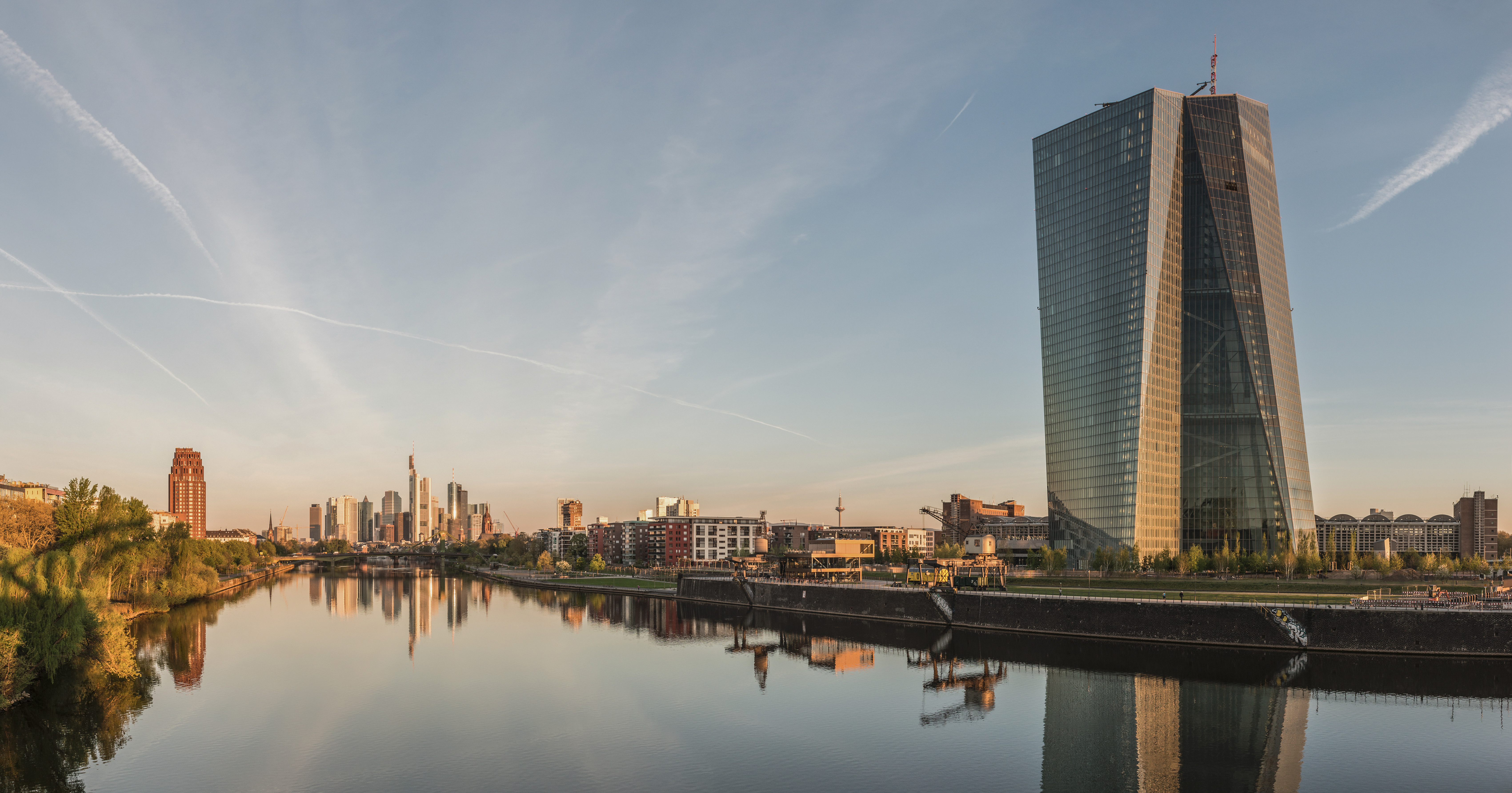
Frankfurtské sídlo Evropské centrální banky, instituce, která kvůli svému významnému postavení v architektuře bankovní unie získala mnoho nových kompetencí.

Nutnosti řešit krize finančních institucí by se však mělo ideálně předcházet. A proto bankovní unie zavádí rovněž centralizovaný dohled nad významnými bankami v eurozóně vykonávaný od 4. listopadu 2014 Evropskou centrální bankou. Ta by měla potenciální problémy v bankovním sektoru díky svému systémovému nadhledu včas detekovat a vynutit na bankách příslušná nápravná opatření. ECB rovněž dohlíží na dodržování platných pravidel, jimiž se banky musí řídit. Společný dohled je nutný i z důvodu konzistence odpovědností – pokud se má řešení krize společně financovat, musí být banky i centrálně dohlíženy. Kvůli riziku morálního hazardu obecně není žádoucí, aby společný rezoluční fond v případě krize platil za problémy, které vznikly selháním národních orgánů dohledu, což by mohlo vytvářet nezdravé motivace pro účastníky systému. Národním orgánům dohledu jsou ponechány pouze malé banky (systémově nevýznamné), u kterých neexistuje veřejný zájem na specifickém řešení jejich problémů, nemají samy o sobě potenciál ohrozit finanční stabilitu a v případě krize budou ponechány národním insolvenčním řízením. Státy, které tento dohledový dualismus prosadily rovněž argumentují, že národní orgány dohledu znají lépe jejich lokální specifika a obchodní modely a dokáží je tak dohlížet efektivněji. Konečnou odpovědnost však i u těchto malých bank nese ECB a je proto oprávněna nad jakoukoli méně významnou úvěrovou institucí v bankovní unii v případě potřeby přímý dohled převzít.
Sjednocení dohledu a mechanismů pro řešení krize v bankovním sektoru na evropské úrovni by rovněž mělo pomoci finanční integraci, respektive zvrácení finanční fragmentace, ke které po vypuknutí krize v Evropě došlo, a která jde proti principu vnitřního trhu. Zároveň se má za to, že pokud vlivem odstranění přeshraničních regulatorních bariér dojde ke konsolidaci, tj. k přeshraničním fúzím evropských bank na základě efektivity, zvýší se soukromé sdílení rizik a tudíž schopnost absorpce ekonomických šoků, zlepší se fungování trhu a konkurenčního prostředí a tedy i nabídka služeb pro zákazníky bank.
Zmíněné mechanismy by měl doplnit ještě třetí, poslední pilíř bankovní unie: Evropský systém pojištění vkladů (EDIS), tedy společná garance vkladů drobných vkladatelů v jejich plné výši (max. do 100 000 EUR) a jejich vyplacení klientům do 7 dnů v případě, že se jejich banka dostane do insolvence a bude zlikvidována. Tento systém funguje v Evropě zatím pouze decentralizovaně. Od společného mechanismu se očekává další posílení důvěry klientů v bankovní systém, a to zajištěním stejné úrovně ochrany vkladatelů v celé bankovní unii bez ohledu na konkrétní místo, na kterém se nachází. Vkladatelé by tak napříště nebyli vystaveni negativním důsledkům větších lokálních šoků, na které národní garanční fondy z logiky věci nemají dostatečné prostředky. Zároveň by byla dále omezena nebezpečná smyčka mezi státem a bankami na jeho území (a jejich potenciálem se vzájemně uvrhnout do krize). Na konečné podobě tohoto mechanismu, natožpak na jeho spuštění, však v současné době neexistuje politická shoda. Odpůrci EDIS podmiňují jeho zavedení dalším snižováním rizik v bankovních sektorech zúčastněných států, které je podle nich v současnosti stále nedostatečné a hrozil by morální hazard. Osud mechanismu je tak nejistý.
Funkčnost architektury bankovní unie zatím od doby vzniku nebyla v praxi podrobena zatěžkávací zkoušce v podobě systémové finanční krize. Podle nových pravidel proběhlo zatím pouze jedno centrální řešení krize – španělské banky Banco Popular v červnu 2017. Rezoluce banky se obešla bez větších problémů, bez použití veřejných prostředků i bez zapojení Jednotného fondu pro řešení krizí. První malý test nového rámce byl proto tiskem i odbornou veřejností hodnocen jako úspěšný.

## Jednotný výbor pro řešení krizí
Jednotný výbor pro řešení krizí je orgán pro řešení významných a mezinárodních krizí v rámci bankovní unie. Posláním výboru je zajišťovat řádné řešení krize bank v selhání s minimálním dopadem na reálnou ekonomiku a veřejné finance zúčastněných států eurozóny. Seznam bank spadajících do působnosti Jednotného výboru je uveřejněn na jeho internetových stránkách.
Existují čtyři základní nástroje k řešení krize:
- převod činnosti – prodej části nebo všech aktiv, závazků a/nebo akcií subjektu soukromému kupujícímu,
- překlenovací banka – část nebo všechna aktiva, závazky a/nebo akcie jsou převedeny na ovládaný dočasný subjekt (nově založenou banku),
- oddělení aktiv – aktiva jsou převedena na společnost pro správu aktiv,
- rekapitalizace z vnitřních zdrojů – vlastní kapitál a závazky jsou v tomto případě odepsány a konvertovány, což více zatěžuje akcionáře a věřitele banky než veřejnost.